# Gitte Paulsen
Gitte Paulsen (* 4. Dezember 1965) ist eine dänische Badmintonspielerin. 

## Karriere
Gitte Paulsen gewann nach mehreren Nachwuchstiteln in ihrer Heimat 1985 ihren ersten nationalen Titel bei den Erwachsenen. International war sie bei der Junioreneuropameisterschaft, den Dutch Open, den Norwegian International und den Scottish Open erfolgreich.

## Sportliche Erfolge
| Saison    | Veranstaltung                                    | Disziplin   | Platz | Name                                                          |
| --------- | ------------------------------------------------ | ----------- | ----- | ------------------------------------------------------------- |
| 1977/1978 | Dänemark: Einzelmeisterschaften der Junioren U13 | Damendoppel | 1     | Gitte Paulsen / Gitte Søgaard Jensen, Viborg                  |
| 1979/1980 | Dänemark: Einzelmeisterschaften der Junioren U15 | Dameneinzel | 1     | Gitte Paulsen, Viborg                                         |
| 1979/1980 | Dänemark: Einzelmeisterschaften der Junioren U15 | Mixed       | 1     | Jan Paulsen / Gitte Paulsen, Viborg                           |
| 1981/1982 | Dänemark: Einzelmeisterschaften der Junioren U17 | Damendoppel | 1     | Gitte Paulsen, Triton, Aalborg / Gitte Søgaard Jensen, Viborg |
| 1982/1983 | Dänemark: Einzelmeisterschaften der Junioren U19 | Damendoppel | 1     | Gitte Paulsen, Triton / Gitte Søgaard Jensen, Højbjerg        |
| 1983      | Norwegian International                          | Mixed       | 1     | Kenneth Larsen / Gitte Paulsen                                |
| 1983      | Norwegian International                          | Damendoppel | 1     | Agnethe Juul / Gitte Paulsen                                  |
| 1983      | Nordische Juniorenmeisterschaften                | Damendoppel | 1     | Gitte Søgaard Jensen / Gitte Paulsen                          |
| 1983      | Junioren-Europameisterschaft                     | Mixed       | 1     | Anders Nielsen / Gitte Paulsen                                |
| 1983      | Weltmeisterschaft                                | Mixed       | 9     | Kenneth Larsen / Gitte Paulsen                                |
| 1983/1984 | Dänemark: Einzelmeisterschaften der Junioren U19 | Mixed       | 1     | Anders Nielsen, Greve / Gitte Paulsen, Triton                 |
| 1984      | Nordische Juniorenmeisterschaften                | Damendoppel | 1     | Gitte Søgaard Jensen / Gitte Paulsen                          |
| 1984      | Nordische Juniorenmeisterschaften                | Mixed       | 1     | Anders Nielsen / Gitte Paulsen                                |
| 1984/1985 | Dänemark: Einzelmeisterschaft der Amateure       | Mixed       | 1     | Ib Frederiksen / Gitte Paulsen, Triton Aalborg                |
| 1984/1985 | Dänemark: Einzelmeisterschaften                  | Mixed       | 1     | Steen Fladberg, Køge / Gitte Paulsen, Triton Aalborg          |
| 1985      | Dutch Open                                       | Mixed       | 1     | Steen Fladberg / Gitte Paulsen                                |
| 1985/1986 | Dänemark: Einzelmeisterschaften                  | Mixed       | 1     | Steen Fladberg, Køge / Gitte Paulsen, Triton Aalborg          |
| 1986/1987 | Dänemark: Einzelmeisterschaften                  | Damendoppel | 1     | Steen Fladberg, Køge / Gitte Paulsen, Triton Aalborg          |
| 1986/1987 | Dänemark: Einzelmeisterschaft der Amateure       | Mixed       | 1     | Jan Paulsen / Gitte Paulsen, Triton Aalborg                   |
| 1986/1987 | Dänemark: Einzelmeisterschaft der Amateure       | Damendoppel | 1     | Grete Mogensen, Højbjerg BK / Gitte Paulsen, Triton Aalborg   |
| 1987      | Scottish Open                                    | Mixed       | 1     | Thomas Lund / Gitte Paulsen                                   |
| 2000/2001 | Dänemark: Seniorenmeisterschaften 35+            | Damendoppel | 1     | Vibeke Poulsen, Skagen / Gitte Paulsen, Lindholm              |
| 2002/2003 | Dänemark: Seniorenmeisterschaften 35+            | Damendoppel | 1     | Gitte Paulsen, Lindholm / Liselotte Bilgrav, Kastrup          |